# Uzený bůček
Uzený bůček je masný výrobek. Vyrábí se z vepřového boku uzením v udírnách. 

## Historie uzení
Historie uzení spadá dle některých zdrojů až do období pravěku - je zřejmé, že podobným způsobem upravovali lidé maso před více než 80 000 léty.
Uzený bok se zpracovával spolu s ostatním masem i na našem území. Vzhledem k tomu, že ve středověku i novověku jedli prostí lidé maso zpravidla  pouze v neděli, bylo uzení jediným způsobem, jak uchovat maso ze zabíjaček po delší dobu.

## Tradiční uzení
Bok se krájí ve tvaru dvou pruhů. Horní část bůčku bývá někdy bez kůže, která může být sňata při kruponování prasete. Na nákroji se střídá svalovina a vrstvami tukové tkáně. Více svaloviny je v přední části bůčku, kde jsou ale také části žeber, popřípadě žeberních chrupavek. Bůček se nakládá do láku, v domácích podmínkách při zabíjačkách zpravidla s ostatním uzeným masem. Kromě soli (rychlosoli) se do bůčku vetře či mezi jednotlivé vrstvy vloží různé další ingredience, jako např. česnek, cibule, jalovcové bobule, pepř, cukr apod. V láku se nechá odděleně nebo s ostatním masem  odležet určitou dobu, která je odvislá na použitém způsobu solení. Po tuto dobu je třeba výrobek průběžně kontrolovat. Takto připravený bok se vkládá do udírny, kde se vyudí. Uzení boku trvá kratší dobu, než uzení ostatního masa (kýty, krkovičky), proto se vyndává z udírny dříve.

## Průmyslová výroba
Způsob průmyslového uzení, uplatňovaný v současné době, je odlišný. To má na rozdíl od domácích udíren za účel výrobky pouze vybarvit, ochutit a aromatizovat. Na bůček se stejně jako na uzené maso aplikuje tzv. tekutý udírenský kouř, doba skutečného uzení je pak příliš krátká. Výhoda tohoto uzení spočívá v tom, že takto upravené maso neobsahuje karcinogeny, které při běžném uzení v kouři vznikají. Nevýhodou je odlišná chuť, než u domácího uzeného.

## Přidávání náhražek
Po zrušení závazných norem na výrobu potravin počátkem 90. let 20. století začali mnozí výrobci za účelem zlevnění výrobku či většího zisku do uzeného boku injekčně vpravovat vodu s polyfosfáty, škroby, rostlinnou bílkovinou, zvyrazňovači chuti a dalšími éčky. Proto je dnes průmyslově vyráběný uzený bůček velmi rozdílné kvality.